# 救国委员会
救国委员会，又譯公共安全委員會，於1793年4月6日由國民公會創建，至1793年7月重組，在1793年至1794年法蘭西大革命發展階段恐怖統治期間，成為法國事實上的行政機構。救国委员会繼承先前1793年1月成立的总防御委员会，並承擔保護新成立的共和國抵抗外來的攻擊和鎮壓內部的叛亂。作為戰時措施，委員會—由起初的九個，後來擴增到十二個成員—被廣泛賦予了軍事，司法和立法工作的監管權力。它組成作為一個行政機構，負責監督並推動國民公會任命政府部長們執行機構的工作。由於委員會試圖應付歐洲國家第一次反法同盟和國內反革命勢力的危機，它的權力變得越來越大。
1793年7月，國民公會溫和派的共和黨人或“吉倫特派”殞落後，著名激進的雅各賓俱樂部領導人馬克西米連·羅伯斯庇爾和安東萬·路易·德·聖茹斯特都加入委員會。在1793年8月到1794年7月期間，在羅伯斯庇爾的領導下，委員會的權力達到最高峰。1793年12月，國民公會被迫正式授予委員會的行政權力，並建立了羅伯斯庇爾虛擬的獨裁專政實施恐怖統治。
1794年7月，羅伯斯庇爾被處決，意味著一個反對救国委员会的保守時期开始了。因為羅伯斯庇爾的下臺發生在法蘭西共和曆的熱月，這就是所謂的熱月政變。委員會的影響力逐步減弱，並且在1795年被解散。

## 起源和演變

### 審議委員會

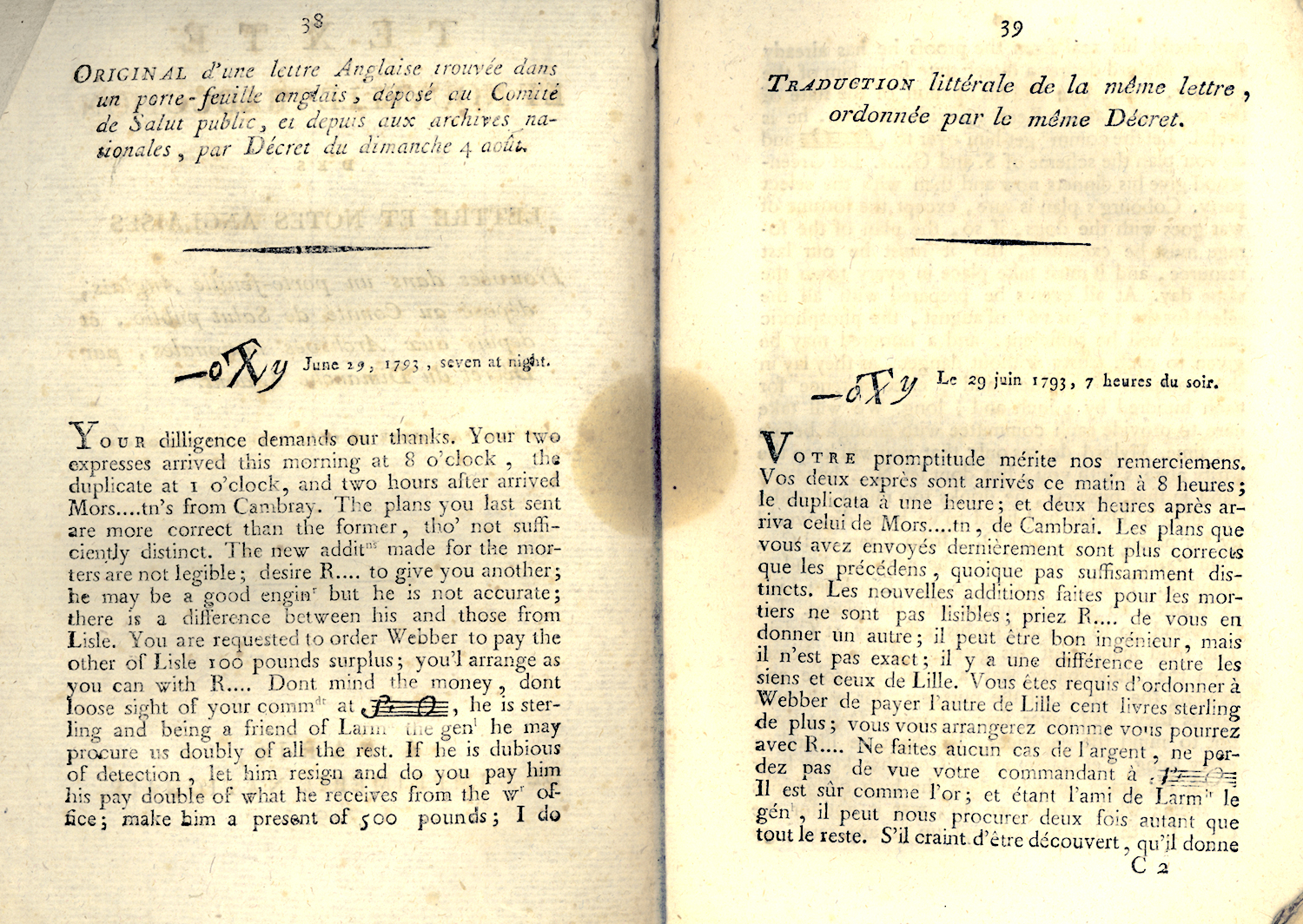
1793年6月29日，在法蘭西大革命期間，國民公會發佈的英文文件。這份文件被用來證明英國間諜活動和陰謀。

1793年4月5日，法蘭西的軍事指揮官和前戰爭部長夏尔·弗朗索瓦·迪穆里埃將軍，發表要脅性的信函，揚言要率領他的軍隊進軍巴黎市，但國民公會不同意他的領導，後叛逃到奧地利。

由於奧地利人和他們的盟友在內爾溫登戰役的獲勝以及他叛逃的消息，在巴黎引起恐慌。

當時普遍的感覺認知，法蘭西大革命建立的共和國有迫在眉睫的危險，不僅受到外國軍隊的攻擊，還有最近國內旺代地區反革命叛亂的威脅，也有國外的代理者陰謀從內部毀滅共和國，經由迪穆里埃背叛革命政府，為這樣的信念提供了可信的憑證。
因應這種威脅，吉倫特派的領袖馬克西曼·伊斯納爾提議創立一個九名成員的救国委员会。伊斯納爾這個提議獲得乔治·雅克·丹东的支持，他宣稱“這個委員會正是我們想要的，一個掌握在手中的武器革命法庭”。
1793年4月6日委員會正式創立。其密切配合丹东的領導，故最初被稱為“丹东委員會”。，丹东操縱下的委員會歷經1793年5月31日-6月2日的暴動，導致吉倫特派的殞落，而且也歷經旺代省的激烈內戰。然而，當委員會於7月10日重組，丹东沒有被列入。儘管如此，他繼續支持經由委員會的中央集權。
1793年7月27日，馬克西米連·羅伯斯庇爾當選為委員會委員。這時，該委員會正進入一個更加強大和活躍的階段，即將看到伴隨強大的治安委員會合作夥伴，委員會成為一個事實上的獨裁專政。救国委员会的作用，包括戰爭的統治，武將的任命，法官和陪審團的任命成立革命法庭，軍隊、市民所需資源的調配，維護社會治安的和監督的國家官僚機構。
國民公會通過的法令，委員會還負責發佈、解釋和實施，從而實施一些最嚴格的恐怖政策-例如大規模徵兵，於1793年8月23日獲得通過，嫌疑犯法令，9月17日1793年通過，和全面限價法令，1793年9月29日通過。委員會更廣泛而集中的權力，在1793年12月4日編纂為霜月法，也被稱為革命政府法律。

#### 埃貝爾派和丹东派的處決
1793年12月5日，記者卡米爾·德穆蘭開始出版老科德利埃報，報紙最初的目標—是羅伯斯庇爾和救国委员会核可的—針對極端革命主義 埃貝爾派的極端主張，反宗教狂熱和突發暴動傾向對委員會是未可預斷的隱患。然而，卡米爾·德穆蘭很快轉變他的筆鋒對抗救国委员会和治安委员会，將羅伯斯庇爾的統治與塔西佗編著古羅馬編年史中的羅馬暴君相比，並闡述了丹东派系“溫和主義”的觀點。
雖然埃貝爾派被逮捕，並於1794年3月被處決，繼之而來的，救国委员会和治安委员会為了確保對德穆蘭和丹东進行逮捕。马里-让·埃罗·德·塞谢勒——丹东的朋友和盟友——被從救国委员会開除，逮捕，並與他們一起被審判。1794年4月5日，丹东派系被送上斷頭台。

### 統治的委員會

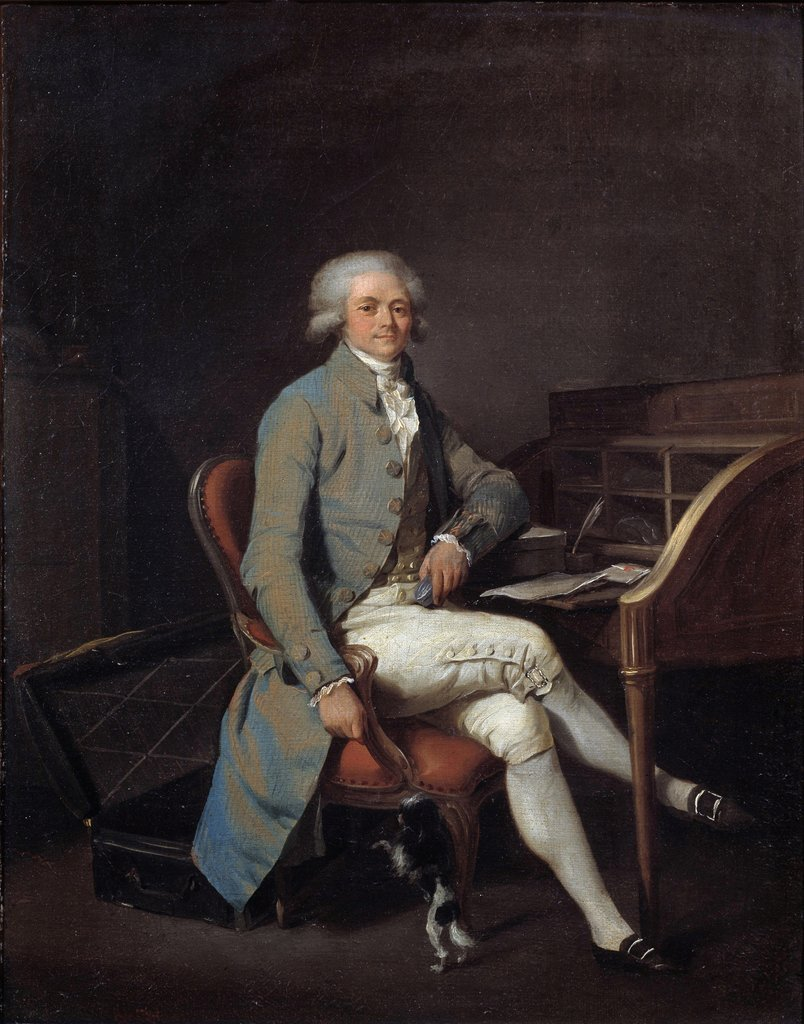
馬克西米連·羅伯斯庇爾，發言人和救国委員會的領導中激進派的喉舌

歷史學家弗朗索瓦·傅勒對清除埃貝爾派和丹东派的意見：“羅伯斯庇爾已經是事實上的共和國政府的首腦，現在明確關閉了合議行政常规。” 當然，委員會的實力已經是很明顯的，因為有他們控制和壓制反對派的能力。在1793年12月頒布霜月法救国委員會的權力更集中鞏固。創作，在1794年3月，創立了“一般警察局(General Police Bureau)” —的名義上是隸屬救国委員會，但更多的時候直接向羅伯斯庇爾和他最親密的盟友，安東萬·路易·德·聖茹斯特 報告—有助於增加了救国委員會和羅伯斯庇爾自己的權力。
由救国委員會提議的牧月22日法令，1794年6月10日頒佈實施，更進一步建立對革命法庭、国民公会，以及救国和治安委員會的控制。該法令列舉了各種形式的公共敵人，是強制性的譴責，並嚴重限制提供給那些被指控的合法辯護權。根據牧月22日法令所有條列罪行的懲罰是唯一死刑。從這個法律生效開始到1794年7月27日羅伯斯庇爾殞落，比革命法庭以前整個歷史判處更多人的死刑。
然而，即使委員會的政治力量，與它恐怖統治達到高峰，革命政府內部的不和諧也在增長。治安委员会成員怨恨救国委员会的專制行為，特別是受到只聽從羅伯斯庇爾自己指令的“一般警察局(General Police Bureau)”的侵蝕。救国委员会本身的內部爭論已經過於猛烈，它們的會議搬遷到更隱密的房間，以保持它們一致的假像。羅伯斯比爾，是狂熱至上崇拜有神論的支持者，發現自己經常與反宗教委員會委員讓-馬里·科洛·代爾布瓦和雅克-尼古拉·俾约-瓦伦產生衝突。此外，羅伯斯庇爾因病日益經常缺席委員會，他在1794年6月以後就不再參加所有的會議，給人的印象是，他是孤立和失聯的。

### 委員會的殞落，和後續
1794年7月中旬，內鬥變得明顯，羅伯斯庇爾和聖茹斯特正在計劃反擊他們的政治對手約瑟夫·富歇，讓-朗貝爾·塔利安和馬克-紀堯姆·亞歷克西·瓦迪耶（後兩者是治安委员会成員），政府內部的脆弱的和平被打破了。聖茹斯特和他救国委员会的成員同事貝特朗·巴雷爾試圖維持救国委员会及治安委员会之間的和平; 然而，7月26日，羅伯斯庇爾在國民公會發表講話，他強調要“淨化”委員會和“粉碎所有派別。” 那天晚上，在雅各賓俱樂部的演講中，他攻擊讓-馬里·科洛·德布瓦和雅克-尼古拉·俾約-瓦倫，他拒絕印刷和對公會法佈他的講話。
接下來的一天，1794年7月27日（或根據革命日曆是熱月9日），聖茹斯特開始對國民公會發表演講，其中他計劃聲討讓-馬里·科洛·德布瓦、雅克·尼古拉·俾約-瓦倫以及其他救国委員會的成員。然而，他立即就被讓-朗貝爾·塔利安和雅克·尼古拉·俾約-瓦倫打斷，指責聖茹斯特打算“謀殺國民公會”。贝特朗·巴雷尔、馬克-紀堯姆·亞歷克西·瓦迪耶和路易-馬里·斯坦尼斯拉斯·弗雷龍都加入對聖茹斯特和羅伯斯庇爾的指控。羅伯斯庇爾，他的弟弟奧古斯丁·羅伯斯比爾、聖茹斯特連同他們的支持者菲利普·弗朗索瓦·約瑟夫·勒巴和喬治·庫東，被下令逮捕。
激烈的市民動盪時刻隨之而來，在此期間，救国委员会和治安委员会的成員被迫尋求公會的庇護。羅伯斯庇爾兄弟、聖茹斯特、勒巴和庫東他們躲藏在巴黎市政廳，試圖煽動叛亂。最終，面對失敗和逮捕，勒巴自殺。7月28日，聖茹斯特、庫東和羅伯斯庇爾兩兄弟被逮捕並送上斷頭台。
動盪一段期間之後，被稱為熱月政變，看到許多恐怖的最不受歡迎的法律的被廢除及救国委员会和治安委员会的權力的降低。1795年，共合曆三年憲法頒佈實施，這兩個委員會不再存在，這標誌著督政府的開始。

## 組成
委員會最初由九名成員組成，全部由國民公會在一個月內一次選定，沒有任期限制。它的第一個成員，於1793年4月6日就任，按被選出的順序，如下列表。
- 貝特朗·巴雷爾，上比利牛斯省的代表（流放囚禁，逃脫躲過斷頭台，隱居躲藏）
- 让-弗朗索瓦-贝特朗·戴尔马，上加龍省的代表
- 让-雅克·布雷亚尔（英语：Jean-Jacques Bréard），濱海夏朗德省的代表
- 皮埃尔-约瑟夫·康邦，埃羅省的代表（被通輯，隱居躲藏）
- 喬治·雅克·丹东，巴黎正式的代表（送上斷頭台）
- 讓·德布里，埃納省代表，後來辭職後，由厄爾省代表讓-巴蒂斯特·羅貝爾·蘭代取代
- 路易-貝爾納·吉東·德·莫尔沃（英语：Louis-Bernard Guyton de Morveau），科多爾省的代表
- 让-巴蒂斯特·特雷亚尔，塞納-瓦茲省的代表
- 让-弗朗索瓦·德拉克鲁瓦，厄尔-卢瓦省的代表（送上斷頭台）

1793年7月27日，羅伯斯庇爾當選進入委員會後，委員會成員增加到12名。下面列表是-----從1793年9月增加的讓-馬里·科洛·代爾布瓦和雅克-尼古拉·俾约-瓦伦，直到1794年3月马里-让·埃罗·德·塞谢勒被逮捕----這期間的委員會代表。
- 馬克西米連·羅伯斯庇爾，巴黎的代表（送上斷頭台）
- 貝特朗·巴雷爾，上庇里牛斯省的代表（流放囚禁，逃脫躲過斷頭台，隱居躲藏）
- 讓-巴蒂斯特·羅貝爾·蘭代，厄爾省的代表 (譴責及受審)
- 讓邦·聖安德烈（英语：Jeanbon Saint-André），區段地方的代表（被逮捕，但被釋放）
- 喬治·庫東，多姆山省的代表（送上斷頭台）
- 马里-让·埃罗·德·塞谢勒，塞納-瓦茲省的代表（送上斷頭台）
- 皮埃爾-路易·普里厄（英语：Pierre Louis Prieur）,馬恩省的代表
- 安東萬·路易·德·聖茹斯特，埃納省的代表（送上斷頭台）
- 拉扎尔·卡诺，加來海峽省的代表
- 克洛德·安托萬，普里厄-迪韋努瓦伯爵（英语：Claude Antoine, comte Prieur-Duvernois），科多爾省的代表
- 雅克-尼古拉·俾约-瓦伦，巴黎的代表（被逮捕,然後驅逐)
- 讓-馬里·科洛·代爾布瓦（英语：Jean-Marie Collot d'Herbois），巴黎的代表（被逮捕,然後驅逐)